# HD 147018 b
HD 147018 b es un planeta extrasolar, un gigante gaseoso que orbita la estrella de tipo G HD 147018, situada aproximadamente a 140 años luz en la constelación del Triángulo Austral. Este planeta tiene una masa mínima más de 6 veces la de Júpiter pero orbita 22 veces más cerca que Júpiter. Su órbita es además excéntrica. Puede acercarse hasta 0,13 UA o alejarse hasta 0,35 UA. Además de este, hay otro planeta superjoviano descubierto además que éste (HD 147018 c), que fue descubierto al mismo tiempo, el 11 de agosto del 2009.